# Molly Bee
Molly Bee (* 18. August 1939 in Oklahoma City, Oklahoma; † 7. Februar 2009 in Oceanside, Kalifornien; eigentlicher Name Mollie Gene Beachboard) war eine US-amerikanische Country-Sängerin.
Mit zehn Jahren sang sie bei einem Konzert in Tucson, Arizona dem Country-Sänger Rex Allen vor und überzeugte ihn so sehr, dass sie in seiner Radio-Show auftreten durfte. Wenig später zog ihre Familie nach Los Angeles, wo sie Bestandteil der Country-Fernsehsendung KXLA Hometown Jamboree wurde. Drei Jahre lang trat sie ebenfalls regelmäßig in der Kindersendung Pinky Lee Show auf.
1952 erhielt sie im Alter von 13 Jahren ihren ersten Plattenvertrag bei Capitol Records und veröffentlichte ihre Debütsingle Tennessee Tango. Im selben Jahr erschien ihr erster Hit und ihre bekannteste Single, eine Coverversion des Liedes I Saw Mommy Kissing Santa Claus, das seinerzeit in mehreren Fassungen in den Charts stand. Dies blieb ihr einziger großer Charterfolg, sodass sie bereits als Teenager zum One-Hit-Wonder wurde.
Molly Bee setzte ihre dennoch Karriere fort und widmete sich verstärkt dem Film und Fernsehen. In den späten 1950er Jahren hatte sie hier ihre erfolgreichste Zeit. Sie gehörte zur Fernsehshow von Tennessee Ernie Ford, mit dem sie auch ein Duett aufnahm und gemeinsam in einem Film spielte.
Ende der 1950er, Anfang der 1960er Jahre wirkte sie in Theatermusicals und in mehreren Filmen mit und hatte eigene Shows in Las Vegas. 1965 wurde Molly Bee für das Lied Single Girl Again als beste weibliche Country-Gesangsleistung für den Grammy nominiert. 1967 hatte sie mit dem Album Swingin' Country einen Erfolg in den Country-Charts. Ende der 1960er Jahre hatte sie auch mit Drogenproblemen zu kämpfen. In den 1970er und frühen 1980er Jahren tourte sie wieder und machte weitere Plattenaufnahmen. Mit She Kept On Talkin’ (1974) und Right or Left at Oak Street (1975) hatte sie zwei kleinere Hits in den Country-Charts. 1986 ließ sie sich in Oceanside nieder und eröffnete ein eigenes Restaurant mit Nachtclub, in dem sie auch selbst auftrat.
Molly Bee war fünfmal verheiratet, unter anderem zehn Jahre mit dem Countrysänger Ira Allen, und hat einen Sohn und zwei Töchter. Am 7. Februar 2009 starb sie nach einem Schlaganfall im Alter von 69 Jahren.

## Diskografie
Alben
- 1958: Young Romance (Capitol)
- 1965: It’s Great, It’s Molly Bee (MGM)
- 1967: Swingin’ Country (MGM)
- 1974: Good Golly Ms. Molly (Granite)
- 1982: Sounds Fine to Me (Accord)

Singles
- Tennessee Tango (1952)
- I Saw Mommy Kissing Santa Claus (1952)
- Don't Start Courtin' in a Hot Rod Ford (mit Tennessee Ernie Ford, 1953)
- Young Romance
- Don't Look Back
- 5 Points of a Star